# Tonia Tisdell
Tonia Tisdell, né le 20 mars 1992 à Monrovia au Liberia, est un footballeur international libérien évoluant au poste d'ailier au Mighty Barrolle.

## Biographie
Tisdell est convoqué avec le Liberia dès l'âge de 16 ans. Le 11 octobre 2008, il joue son premier match en équipe nationale, lors d'une rencontre comptant pour les éliminatoires de la Coupe du monde 2010, contre l'Algérie, en remplaçant Anthony Laffor.
Il joue 23 matchs en première division turque avec les clubs d'Ankaragücü, Mersin et Osmanlıspor, marquant trois buts.

## Palmarès
- Mersin Idman Yurdu: Champion de First Lig en 2011

- Denizlispor: Champion de First Lig en 2019[3]